# SN 1991ac
SN 1991ac – supernowa odkryta 26 stycznia 1991 roku w galaktyce A130119+2910. W momencie odkrycia miała maksymalną jasność 18,50m.